# Miasteczko (województwo mazowieckie)
Miasteczko – wieś w Polsce położona w województwie mazowieckim, w powiecie radomskim, w gminie Skaryszew. Ma status sołectwa.
Odechów uzyskał lokację miejską w 1537 roku, zdegradowany po 1662 roku. Prywatne miasto szlacheckie Odachów, położone było w drugiej połowie XVI wieku w powiecie radomskim województwa sandomierskiego. W latach 1975–1998 miejscowość administracyjnie należała do województwa radomskiego.
Miejscowość jest pozostałością po dawnym mieście Odechów; wieś Odechów leży obecnie na pn.-zach. od Miasteczka. Po dawnym mieście zachował się szkielet układu urbanistycznego ze zdegradowanym rynkiem.
Wierni Kościoła rzymskokatolickiego należą do parafii Zwiastowania Najświętszej Maryi Panny w Odechowie.